# السياسة الاستعمارية النمساوية

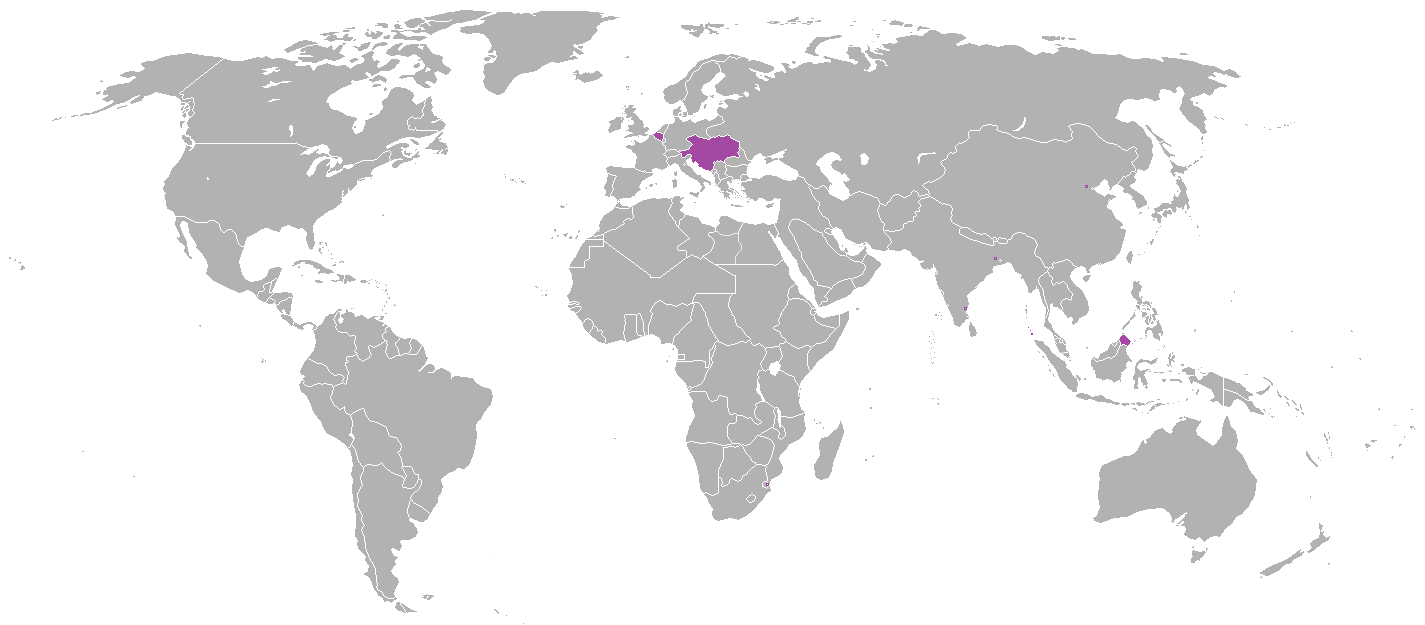
خريطة مواقع المستعمرات والامتيازات النمساوية (هابسبورغ) عبر التاريخ.

عملت ملكية هابسبورغ، والإمبراطورية النمساوية، والإمبراطورية النمساوية المجرية من خلال بعض المحاولات الصغيرة قصيرة الأمد، من القرن السابع عشر حتى القرن التاسع عشر، على توسيع التجارة الاستعمارية الخارجية من خلال الاستحواذ على المصانع. انتهت جميع المحاولات بسبب الضغط الدولي أو عدم اهتمام الحكومة الإمبراطورية ومعارضة المجريين الشديدة في الحكومة.
حكم حاكم النمسا إسبانيا، التي كانت تمتلك إمبراطورية استعمارية كبيرة، لفترة قصيرة. لم يشارك أي من النمساويين الآخرين عندما تولى الإمبراطور تشارلز الخامس ملكية الإمبراطورية الإسبانية والإمبراطورية الرومانية المقدسة.

## محاولة في خليج مابوتو
خليج مابوتو، المعروف أيضًا باسم خليج ديلاغوا (من بايا دا لاغوا بالبرتغالية)، هو مدخل للمحيط الهندي على ساحل موزمبيق. تواصل مسؤول تجاري بريطاني مطرود، يُدعى العقيد ويليام بولتز، مع المحكمة الإمبراطورية النمساوية في عام 1776 بطلب لتأسيس شركة تجارية لاستكشاف الطرق الممكنة في أفريقيا والهند والصين. كانت الإمبراطورة ماريا تيريزا متحمسة، وقررت تشكيل الشركة الآسيوية النمساوية في تريستي وتعيين بولتز رئيسًا للشركة. عمل الكولونيل بولتز في السابق لدى شركة الهند الشرقية البريطانية، وكان مؤهلًا بالفعل في جهود التجارة والاستعمار. سمع بولتز أيضًا أن المنطقة كانت موقعًا محتملاً لتعدين الذهب.
أبحر بولتز وشركته التي تضم الرعايا النمساويين الإيطاليين من فلاندرز في عام 1778، ورست السفينة النمساوية «جوزيف وتيريزيا» التابعة لشركة الهند الشرقية النمساوية في خليج ديلاغوا في عام 1779. أبرم بولتز معاهدات مع زعماء قبائل مابودو المحليين الذين سكنوا الميناء. أقام النمساويون حصني سانت جوزيف وسانت ماريا، وبُني مركز تجاري (مصنع)، وسرعان ما بدأ المصنع في الازدهار تحت الحكم النمساوي. أبحر بولتز بعد فترة قصيرة لتعزيز المصالح النمساوية في الهند. تاجر المصنع، الذي ضم 155 رجلاً وعددًا من النساء، بالعاج بعد عامين من ذلك، وبلغت أرباحه 75 ألف جنيه سنويًا. أوقف البرتغاليون المصنع في عام 1781.
تسبب الوجود النمساوي في خليج ديلاغوا في تغيير سعر العاج بشكل كبير. كان هذا بسبب الإنتاج النمساوي الذي تجاوز الإنتاج البرتغالي في جزيرة موزمبيق. أصيب الميناء بالملاريا في عام 1781، وأكد البرتغاليون بنجاح هيمنتهم على المنطقة، وشرع البرتغاليون بعد ذلك في طرد ما تبقى من المستعمرين النمساويين.

## الاحتمالات الاستعمارية في القرن التاسع عشر

### الوادي الذهبي
رغبت إسبانيا، بعد الإهانة في الحرب الإسبانية الأمريكية، في تجريد نفسها من مستعمراتها، وتوجه الدبلوماسيون الإسبان إلى الجمعية الاستعمارية النمساوية المجرية بشأن احتمال شراء ميناء تجاري في وادي الذهب. أبرم نائب رئيس الجمعية، إرنست فيسل، اتفاقًا هادئًا مع أجينور غولوتشوفسكي، وزير خارجية النمسا. أقنع غولوتشوفسكي لاحقًا المجلس الإمبراطوري النمساوي، وأيد الإمبراطور فرانتس يوزف الاتفاق علانية. أُبرِمت معاهدة لشراء ونقل الملكية إلى النمسا والمجر. منع بيت كبار المجر الشراء الاستعماري عشية الانتهاء منه.
كانت هذه الخطوة الاستعمارية التي نفذها النمساويون في المقام الأول لتبرير التطلعات البحرية للعديد من الوزراء النمساويين. عارض البرلمان المجري التوسع البحري لبعض الوقت، وكان النمساويون يضغطون ببطء على المجريين لزيادة الإنفاق البحري في الميزانية الوطنية. أدى ذلك، مع الفيتو الهنغاري لعملية الشراء هذه، إلى مزيد من التوسع الاستعماري المحتمل، والمزيد من أفكار التوسع البحري الكبير في النمسا والمجر.